# Surinaamse parlementsverkiezingen 2020/Kandidatenlijst/Coronie
Dit is de lijst van kandidaten voor de Surinaamse parlementsverkiezingen in 2020 in Coronie. De verkiezingen vinden plaats op 25 mei 2020.
De onderstaande deelnemers kandideren op grond van het districten-evenredigheidsstelsel voor een zetel in De Nationale Assemblée. Elk district heeft een eigen lijsttrekker. Los van deze lijst vinden tegelijkertijd de verkiezingen van de ressortraden plaats. Daarvoor geldt het personenmeerderheidsstelsel. De kandidaten voor de ressortraden staan hieronder niet genoemd.

## Kandidaten
Hieronder volgen de kandidatenlijsten op alfabetische volgorde per politieke partij.

### Algemene Bevrijdings- en Ontwikkelingspartij(ABOP) /Pertjajah Luhur(PL)
1. Lucenda Verwey (ABOP)
2. Arif Wirjosentono (PL)

### Alternatief 2020(A20)
1. Maresa Maarbach
2. Charleen Feller

### Nationale Democratische Partij(NDP)
1. Remie Tarnadi
2. Joan Wielzen

### Nationale Partij Suriname(NPS)
1. Maikel Stephen Winter
2. Edo Harold Cruden

### Partij voor Recht en Ontwikkeling(PRO) /Amazone Partij Suriname(APS)
1. Joan Nibte
2. Ludwig Davids

### Progressieve Arbeiders en Landbouwers Unie(PALU)
1. Danielle Holwijn
2. Remie Ammatarmoedji

### Vooruitstrevende Hervormings Partij(VHP)
1. Merlien Trustfull
2. Cliffy Kartowitono

Kandidaten per partij: A20 · 
ABOP · 
BEP · 
DA'91 · 
DNW · 
DOE · 
HVB · 
NDP · 
NPS · 
PALU · 
PL · 
PRO/APS · 
SDU · 
SPA · 
STREI! · 
VHP · 
VVD
Kandidaten per district: Brokopondo · 
Commewijne · 
Coronie · 
Marowijne · 
Nickerie · 
Para · 
Paramaribo · 
Saramacca · 
Sipaliwini · 
Wanica